# 2022年秘鲁政变
2022年12月7日，秘鲁总统佩德罗·卡斯蒂略面对国会迫在眉睫的弹劾，试图解散国会、立即实施宵禁、建立紧急政府并呼吁召开制宪会议。这一行动被政治家、秘鲁宪法法院和媒体认定为政变，并与1992年阿尔贝托·藤森的自我政变相提并论。在卡斯蒂略宣布解散国会后不久，许多政府成员纷纷辞职，秘鲁军队也拒绝支持他的行动。
同日，卡斯蒂略遭到弹劾，并在宪法法院驳回他解散国会的决定后卸任总统。当天晚些时候，副总统迪娜·博卢阿尔特宣誓就任新总统。

## 背景

### 国会阻挠
在奥良塔·乌马拉、佩德罗·巴勃罗·库琴斯基和马丁·比斯卡拉担任总统期间，由秘鲁前独裁者阿尔韦托·藤森的女儿藤森惠子领导的右翼国会阻挠了总统的许多行动。藤森家族的政治遗产由惠子接管，因为她的父亲阿尔韦托在秘鲁内部冲突期间制定了绿色计划并监督“科利纳集团”（Grupo Colina）敢死队，因侵犯人权被捕入狱。
由于国会的阻挠，乌马拉总统的行政力量十分软弱。他在2016年大选中输给库琴斯基后，藤森惠子在一院制国会中领导她的政党人民力量的右翼议员，继续阻挠库琴斯基总统的行动。

#### 宪法危机和总统下台
根据秘鲁宪法，行政部门可以在第二次不信任投票后解散国会。国会于2017年9月15日进行了针对前总统佩德罗·巴勃罗·库琴斯基不信任投票，导致他的内阁垮台。这是此届国会的第一次不信任投票。由于在“洗车行动”中承认与深陷腐败丑闻的巴西建筑巨头奥德布莱希特公司（Odebrecht）有牵连，库琴斯基总统随后在2017年12月和2018年3月接连面临两次弹劾。据报道，在“藤森视频”发布后，库琴斯基总统与反对派政客达成交易以避免弹劾投票，随后自行辞职。
库琴斯基的第一副总统马丁·比斯卡拉随后于2018年3月上任。比斯卡拉总统于2019年5月29日启动了一项宪法程序，称如果国会拒绝配合他提出的反腐败行动，将对国会提出不信任动议。然而，在接下来的四个月里，国会不但推迟了针对腐败的法案，而且推迟了比斯卡拉提议的大选。
2019年9月30日，秘鲁部长会议主席（即总理）萨尔瓦多·德·索拉就拒绝通过修改宪法法院法官选举程序的法案向国会提出信任投票，要求停止地方法官的选举，修改宪法法院的组织法和保民官的任命。然而，国会决定无视信任投票，继续进行地方法官的选举，并任命了一名新的宪法法院成员。国会选出的许多宪法法院候选人都被指控参与腐败。
比斯卡拉表示，任命宪法法院新成员和忽视信任动议事实上构成对政府的第二次不信任投票。国会的这些行动，以及数月以来进展缓慢的反腐败改革，使比斯卡拉解散了国会。他表示“秘鲁人民，我们已竭尽所能”。国会拒绝承认总统的行动，宣布罢免比斯卡拉，并任命副总统梅塞德丝·阿劳斯为临时总统，这些举措在很大程度上被视为无效。到当日晚上，秘鲁市民聚集在立法宫外抗议并要求罢免议员，而武装部队负责人会见了比斯卡拉，宣布他们仍然承认并效忠总统。
2020年1月14日，宪法法院裁定比斯卡拉解散国会是合法的。1月26日举行了临时选举，藤森惠子领导的人民力量党失去了在国会的大部分席位。
几个月后，在秘鲁发生2019冠狀病毒病大流行期间，比斯卡拉总统于2020年9月遭到第一次弹劾，但没有被免职；仅一个月后，他又遭到第二次弹劾并于11月9日被免职。随后，上千市民聚集起来抗议弹劾案。次日接替比斯卡拉担任总统的曼努埃尔·梅里诺因而于11月15日辞职。刚在11月16日被任命为国会主席的弗朗西斯科·萨加斯蒂因此于11月17日接替梅里诺担任总统。

### 卡斯蒂略的总统任期
此后，萨加斯蒂一直担任总统，直到卡斯蒂略在2021年大選中当选。在大选中，许多右翼候选人、商业团体、政党和大多数秘鲁媒体组织都与右翼候选人藤森惠子合作，在讨论竞选对手时诉诸恐惧。一些电视频道也公开支持藤森惠子。路透社写道，南美洲最大的媒体之一商报“总体上支持藤森惠子”。

#### 试图罢免卡斯蒂略
在选举结果确认后不久，就发生了多次阻止卡斯蒂略就职总统或罢免他的尝试。在卡斯蒂略明显获胜的报道后，藤森和她的支持者声称选举舞弊，在利马市民的支持下要求推翻选举。许多商业团体和政治家拒绝承认卡斯蒂略胜选，部分前军官和富裕家庭更要求重选，甚至鼓吹发动军事政变，并利用言辞来支持他们的舞弊指控。
据2021年10月焦点（El Foco）网站发布的录音显示，制造业雇主组织全国工业协会、秘鲁多式联运协会联盟（UGTRANM）的领导人、吉奥瓦尼·拉斐尔·迪茨·维勒加斯（Geovani Rafael Diez Villegas）、政治领导人和其他企业高管计划采取各种行动，包括资助2021年11月的交通罢工，以破坏卡斯蒂略政府的稳定并促使他下台。
极右翼退役军人团体也与国家前进－社会整合党、人民力量和人民革新等党派合作，以努力罢免卡斯蒂略。一些资深领导人直接与人民革新领导人拉斐尔·洛佩斯·阿利亚加和卡斯蒂略的竞争对手，签署了西班牙极右翼政党呼声推动的激烈反对拉美左翼的马德里宪章的藤森惠子见面。这些团体直接威胁卡斯蒂略政府官员和记者，同时还呼吁发动政变和叛乱。

#### 企图弹劾
由反对派右翼政党主导的国会反对卡斯蒂略，他们多次试图利用政治途径弹劾卡斯蒂略。由于1993年秘鲁宪法中对弹劾的宽泛规定，国会可以以“无道德行为能力”为由弹劾总统，有效地使立法权强于行政权。
2021年11月，卡斯蒂略上任四个月后，藤森惠子宣布她的政党正在推动弹劾程序，认为卡斯蒂略“道德上不适合担任公职”。11月25日，藤森所在政党的28名议员向国会提交了一份连署弹劾动议，进行了启动弹劾程序的投票。然而投票取得76票反对，46票赞成与4票弃权，因此弹劾程序没有达到52票赞成的门槛而流产。
2022年2月，据报道，在德国自由主义团体腓特烈·瑙曼基金会的协助下，藤森主义者和与藤森关系密切的政界人士在利马的卡萨安迪纳酒店组织了一次会议，与会者包括国会主席玛丽卡门·阿尔瓦，会议计划讨论了将卡斯蒂略免职的问题。阿尔瓦已经表示，如果卡斯蒂略被免职，她准备担任总统一职，而她领导的国会主席团泄露的Telegram群聊显示了罢免卡斯蒂略的计划。
与腐败指控有关的第二次弹劾程序在2022年3月开始。2022年3月28日，卡斯蒂略出现在国会，称这些指控毫无根据，并要求议员“投票支持民主”和“反对不稳定”。结果，赞成弹劾的票数为55票，另有54票反对，19票弃权，因此未能达到87票的通过门槛。
公众对卡斯蒂略的支持率不断下降至历史最低的20%。随着物价上涨以及围绕总统的政治危机不断升温，2022年3月爆发经济抗议。到2022年12月，国会第三次动议弹劾卡斯蒂略；此时他已置身于六项不同的刑事调查中，并且已经任命了五个独立的阁员在他的领导下任职。

#### 试图罢免博鲁阿尔特
几个月来，反对派政客试图罢免博鲁阿尔特，以在她被免职后接任副总统职位。2022年12月5日，就在国会准备就弹劾卡斯蒂略进行投票前几天，宪法指控小组委员会对副总统迪娜·博卢阿尔特提出指控，称她在担任发展部长期间经营一家私人俱乐部。如果卡斯蒂略被弹劾，针对博卢阿尔特的指控可能会使总统面临争议。

### 军队介入
在政变的前一天，联合指挥部司令曼努埃尔·戈麦斯·德拉托雷将军与秘鲁武装部队各部门负责人举行了会议。

## 事件时间轴

### 准备弹劾
12月6日，国会很可能不能达到87票以罢免卡斯蒂略总统。卡斯蒂略总统的律师本吉·埃斯皮诺萨（Benji Espinoza）花了一天时间与总统讨论如何应对这种情况，后来表示，在她与总统共度的六个小时里，“从未讨论过解散国会一事”。联合指挥部司令曼努埃尔·戈麦斯·德拉托雷将军与秘鲁武装部队各部门负责人举行了会议，警告负责人即将发生冲突，并表示“我对此负责。没有其他命令。”陆军司令瓦尔特·奥西奥·科尔多瓦·阿莱曼（Walter Horacio Córdova Alemán）也于12月6日提交了辞呈，并于次日上午获得批准。

### 解散国会
2022年12月7日，国会预计将对卡斯蒂略提出不信任动议，指控他“无永久道德行为能力”。在国会召开会议提交议案之前，卡斯蒂略宣布解散国会并立即实施宵禁。卡斯蒂略在演讲中说：
采取以下措施：暂时解散共和国国会，建立一个特殊的紧急政府。随后举行选举，选出一个具有制宪权的新国会，在不超过九个月内起草一部新宪法，......国会在没有证据的情况下指责总统犯罪......国会打破了权力平衡和法治，正如他们自己所说，在宪法法院支持下，建立了一个国会独裁政权。——卡斯蒂略的演讲
卡斯蒂略随后谴责了反对他的媒体，并呼吁拥有非法武器的个人在72小时内将其交给国家警察。

### 反应
卡斯蒂略演讲后不久，多位部长从他的政府中辞职，包括总理贝斯·查韦斯、劳工部长亚历杭德罗·萨拉斯、经济部长科尔特·布尔内奥、外交部长塞萨尔·兰达和司法部长费利克斯·切罗。秘鲁联合国和美洲国家组织常驻代表曼努埃尔·罗德里格斯·夸德罗斯和哈罗德·福塞斯也递交了辞呈。代表卡斯蒂略的律师放弃了他的委托人身份，并说：“作为一名尊重宪法的律师，我假定共和国总统是无辜的，并承担了他的辩护。但由于他违反了宪法秩序，我不得不不可撤销地放弃为佩德罗·卡斯蒂略公民辩护。”

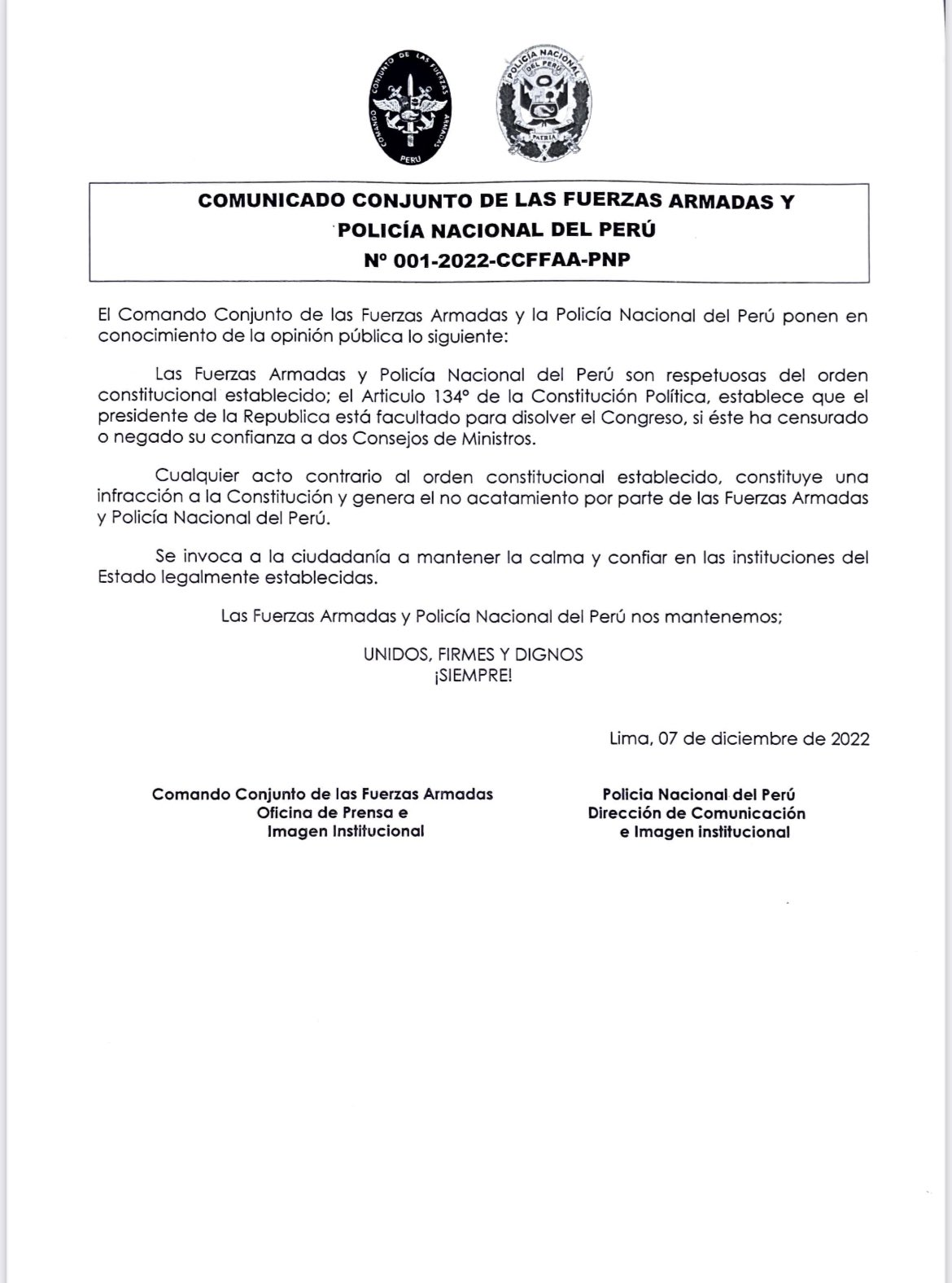
联合指挥部 (秘鲁)和秘鲁国家警察拒绝卡斯蒂略行动的文件

秘鲁宪法法院发表声明说：“没有人应该服从一个被篡夺的政府。佩德罗·卡斯蒂略先生发动了一场无效的政变，武装部队有权恢复宪政秩序。”武装部队也发表声明，拒绝卡斯蒂略的行动，并呼吁维护秘鲁的稳定。

### 决议
国会拒决了卡斯蒂略解散国会的行动，并以“无道德行为能力”为由，取得101票赞成、6票反对、10票弃权罢免其职务。拒绝卡斯蒂略行动的第一副总统迪娜·博鲁阿尔特于秘鲁时间下午3时宣誓就任总统。
卡斯蒂略总统随后逃离政府宫，联系墨西哥总统安德烈斯·曼努埃尔·洛佩斯·奥夫拉多尔请求政治庇护。根据洛佩斯·奥夫拉多尔的说法，卡斯蒂略的电话很可能被秘鲁情报机构窃听，因而秘鲁当局进入墨西哥大使馆以阻止卡斯蒂略进入。在得知卡斯蒂略试图进入墨西哥大使馆后，国家警察的负责人发现卡斯蒂略的司机是他的军官，并命令他们将卡斯蒂略送来逮捕。听到传言的人们聚集在墨西哥驻利马大使馆外封锁此地。据这位司机说，他们不得不紧急绕行，随后将他带去接受国家警察负责人的“欢迎”，后者以叛乱罪名当场逮捕了他。
秘鲁时间下午3时，卡斯蒂略的副总统迪娜·博魯阿爾特进入了立法宫并出现在国会，她随后在那里宣誓就任秘鲁总统。卡斯蒂略被免职后，他的支持者开始进行政治抗议，要求释放他并要求博魯阿爾特辞职。

## 后果
在卡斯蒂略被拘留期间，他谴责了国家检察长帕特里西亚·贝纳维德斯、国会和他的前副总统博鲁阿尔特针对他的“马基雅维利计划”。IDL-Reporteros报道说，右翼国会对博鲁阿尔特总统的支持很薄弱，因为他们之前也曾试图罢免她。博鲁阿尔特总统立即任命右翼领导人佩德罗·安古洛·阿拉纳为总理据共和报和美国之音报道，安古洛总理面临多重争议，涉及13项刑事调查，其中严重指控包括性骚扰女助理和支持前最高法官，身陷丑闻的逃犯塞萨尔·伊诺斯特罗萨的行为。
卡斯蒂略的支持者对针对总统的行为感到愤怒，要求立即举行大选并进行全国性政治抗议。12月11日，南部城市安达韦拉斯附近爆发了暴力抗议活动，示威者关闭了机场。据报道，警察乘坐直升机向抗议者开火，造成两人死亡。博卢阿尔特总统试图通过提议提前两年，即在2024年4月，举行选举来平息抗议活动，然而卡斯蒂略的支持者拒绝了这一提议，而卡斯蒂略则将此类行为描述为“肮脏的游戏”。国会最初拒绝了博卢阿尔特提早举行选举的提议。然而，国会于12月21日重新讨论了该提议，并允许提前举行选举。

## 国际反应
墨西哥、玻利维亚、哥伦比亚和阿根廷等拉美国家发表联合声明，表达他们认为卡斯蒂略是“非民主骚扰的受害者”的观点，并请求维护他的人权和合法权利。
- 阿根廷：阿根廷外交部对秘鲁的局势表示“深切关注”，并呼吁“每一位秘鲁政治家”“保护民主制度、法治和宪法秩序”。[84]
- 玻利维亚：卢乔·阿尔塞总统谴责了秘鲁政治危机中针对“人民政府”的“上层骚扰”，称“从一开始，秘鲁右翼就试图推翻一个由寻求更多包容和正义的低下阶层人民民主选举的政府”。他还向“秘鲁姊妹共和国”表示声援，批评“反民主的上层阶级不断骚扰进步的、受欢迎的合法政府”，并要求“所有人”谴责这种情况。[85]
- 巴西：巴西外交部认为卡斯蒂略的行为与秘鲁宪法框架不符，是对民主和法治的侵犯。该部祝愿博鲁阿尔特取得成功[86]。当选总统路易斯·伊纳西奥·卢拉·达席尔瓦表示，卡斯蒂略被免职是“符合宪法的”，并表示希望博鲁阿尔特总统能够成功完成“她协调国家并带领国家走上发展与社会和平道路的使命”[87]。
- 智利：政府发表声明称，“对秘鲁共和国所经历的政治局势深感遗憾，并相信这场影响姊妹国家的危机可以通过民主机制和尊重法治来解决。”[88]
- 哥伦比亚：总统古斯塔沃·佩特罗表示，卡斯蒂略“放任自己走向政治自杀”，“他想解散国会是错误的”[89]。然而，他也强调，“不能以反民主来与反民主斗争。”[90]
- ：外交部发表声明，表示“对姊妹国家秘鲁的政治局势深表关切”，并呼吁“所有政治人物应维护法治和民主，国际社会要促进秘鲁的民主进程”。[91]
- ：外交部称卡斯蒂略的遭遇是一场政变。它发表了一份声明，表示“强烈谴责秘鲁发生的政变，这是一系列事件的结果，这些事件侵蚀了佩德罗·卡斯蒂略总统所代表的人民的民主和主权意志”。洪都拉斯还要求尊重卡斯蒂略的“人身安全和人权”，“洪都拉斯政府希望秘鲁的民主秩序和选举权在宪政危机中恢复并得到保障。”[92]
- 墨西哥：12月7日，墨西哥外交部长马塞洛·埃布拉德表示，他对事态发展感到遗憾，并呼吁尊重民主[93]。墨西哥总统安德列斯·曼努埃尔·洛佩斯·奥夫拉多尔评论说，“由于与经济和政治精英的利益冲突，自佩德罗·卡斯蒂略担任合法总统以来，对他的对抗和敌对环境一直存在，最终导致他做出有利于对手将其免职的决定。”[94][95]在12月8日上午的新闻发布会上，洛佩斯·奥夫拉多尔总统透露，他在周三接到一通电话，卡斯蒂略在电话中告知他打算在墨西哥大使馆寻求政治庇护[74][96]。洛佩斯·奥夫拉多尔总统还表示，墨西哥尚未承认迪娜·博鲁阿尔特政府，并表示墨西哥的立场将在接下来的几天内确定[68]。12月8日晚些时候，奥夫拉多尔通过推特表示，墨西哥驻秘鲁大使在卡斯蒂略被捕后会见了他，收到了来自卡斯蒂略的律师的一封正式请求庇护的信[73]。秘鲁宣布墨西哥驻秘鲁大使为不受歡迎人物，并命令他于12月21日前离开该国[97]。
- 巴拉圭：政府表达了“对秘鲁局势的担忧”，并呼吁“所有政治人物和政治力量之间进行建设性对话，以维护民主及其体制，促进该姊妹国家的稳定与和平”[98]。
- 西班牙：外交部表示，他们的政府“坚决谴责秘鲁宪法秩序的崩溃，期望正常民主秩序恢复”，并表示西班牙“将永远站在民主和捍卫宪法的一边”[99]。一天后，佩德羅·桑切斯首相佩德罗·桑切斯宣布，他已与迪娜·博魯阿爾特交谈，并向她表示“西班牙坚决捍卫宪法和法治”[100]。
- 美国：政府拒绝了卡斯蒂略的行动。美国驻秘鲁大使丽莎·肯纳（英语：Lisa D. Kenna）表示，“美国断然拒绝卡斯蒂略总统为阻止国会履行其职责而采取的任何违宪行为。美国强烈敦促卡斯蒂略总统改变其解散国会的企图，允许秘鲁的民主机构根据宪法运作。我们鼓励秘鲁公众在这段不稳定的时期保持冷静。”[101]
- 乌拉圭：政府发出了“尊重民主制度的呼吁”，并“强烈谴责任何破坏现行宪秩序的企图”。政府还希望，迪娜·博鲁阿尔特的宣誓就职“将确保政治稳定和维护法治”[102]。
- 委內瑞拉：尼古拉斯·马杜罗总统表示，尽管委内瑞拉不干涉任何国家的内政，但他希望秘鲁人民在其宪法框架内，将很快走上“他们通往解放、民主和幸福的道路”，同时声称“他们选举一名教师（指佩德罗·卡斯蒂略）为总统，但从选举结束的第一刻起，国会就不想承认他的胜利；虽然迫于现实，他们不得不承认他作为总统的胜利，但一旦他宣誓就职，国会政变的阴谋就开始了。”[103]